# Claudio Golinelli (musicista)
Claudio Golinelli, detto Il Gallo (Imola, 12 ottobre 1950), è un musicista italiano, il bassista di Vasco Rossi e della Steve Rogers Band.

## Biografia
All'età di 8 anni inizia a suonare la batteria nell'orchestra "GinoK", del padre.
All'età di 12 anni frequenta il conservatorio, alternando ciò a esperienze "live" con formazioni rock, diplomandosi successivamente in contrabbasso. Quattro anni dopo, folgorato da Paul McCartney, parte per Londra dove suona il basso elettrico con varie band della zona; incide i suoi primi dischi.
Nel 1969 arriva la prima esperienza professionale come bassista nel gruppo "I baci" (dove suona con il chitarrista Jimmy Villotti e l'ex batterista di Fred Bongusto, Gilberto Rossi), cui seguono alcune partecipazioni a trasmissioni televisive, l'incisione di due 45 giri e la partecipazione al Cantagiro 1969, dove ha modo di stringere amicizia con un giovanissimo Dodi Battaglia.
Presta servizio militare come telescriventista presso lo Stato maggiore dell'Aeronautica, al termine del quale torna a suonare in gruppi rock, in particolare con gli italo-americani Zebra Crossing, con i quali partecipa ad un tour europeo.
Nel 1979 viene contattato dal produttore Willy David che gli dà l'incarico di formare la band di supporto per Gianna Nannini, lavorando per l'artista sia in studio che dal vivo. Grazie alla produzione di Conny Plank, i dischi della Nannini riscuotono grande successo in Germania; grazie al successo ottenuto Golinelli parte in tournée con il cantante Udo Lindenberg ed apre sette concerti per i Police.
Dal 1980 prende il via la collaborazione artistica con Vasco Rossi. Golinelli scrive e incide il riff iniziale di basso della celeberrima Siamo Solo Noi dell'omonimo album.
Nel 1983 accompagna Ron e gli Stadio per il tour e l'album live Tutti i cuori viaggianti per il quale però non viene accreditato.
Nel 1984 entra nella Steve Rogers Band, il gruppo che accompagnava Vasco Rossi nelle tournée, aprendo una lunghissima stagione di concerti. Nel 1986 la Steve Rogers Band tenta anche la carriera solista e pubblica il suo primo album, intitolato I duri non ballano, dal quale viene estratto il singolo Ok si. Nel 1987, terminato il C'è chi dice No Tour con Vasco, la Steve Rogers Band pubblica il nuovo album Alzati la gonna, da cui sarà estratto l'omonimo singolo destinato a diventare il tormentone dell'estate italiana 1988. Il secondo brano estratto, la melodica Bambolina, permise alla band di vincere il Telegatto come gruppo dell'anno, consegnato da Red Ronnie durante il programma Vota la voce. Il gruppo inizia così un lungo tour estivo, al termine del quale decide per il distacco da Vasco Rossi. Golinelli inizialmente non vorrebbe rompere la collaborazione con Vasco ma, soprattutto per la sua profonda amicizia con Massimo Riva, a malincuore decide di stare con la band.
Nel 1989 pubblicano il nuovo album Steve Rogers Band, ma le vendite non decollano, complice anche il poco successo ottenuto al Festival di Sanremo. Nel 1990 pubblicano il loro ultimo album Sono donne, che non troverà grande riscontro tra il pubblico, e che porterà allo scioglimento del gruppo.
Nel 1991 Golinelli ritorna così a suonare in pianta stabile con Vasco Rossi.
Nel frattempo, anche grazie al suo contratto da turnista per la RCA, negli anni ha avuto modo di partecipare all'incisione di album di diversi artisti italiani tra cui, oltre agli Stadio, con i quali registra l'album Siamo tutti elefanti inventati, anche Marco Conidi e Paola Turci, Gerardina Trovato, Tazenda, Eugenio Finardi e Alberto Fortis.
Nel 1994 è nella band che accompagna Adriano Celentano nel suo ritorno ai concerti per un tour italiano ed europeo che comincia dalla Favorita di Palermo il 29 settembre, e che tocca, tra le altre, Cava de' Tirreni, Bari, Roma, Firenze e Torino; a novembre il tour va all'estero, con concerti a Colonia, Bruxelles, Dortmund, Berlino, Zurigo, Mannheim, Stoccarda e Monaco di Baviera. L'ultima tappa del tour si tiene al Mediolanum Forum del 18 novembre e viene trasmessa in diretta da Rai 1. A tutt'oggi è il suo ultimo tour. Il 27 settembre 1995 suona ancora con Celentano a Lourdes, e il 27 settembre 1997 si esibisce davanti a papa Giovanni Paolo II in occasione del concerto per il Meeting Eucaristico di Bologna al quale partecipano 400.000 spettatori, dove ha modo di suonare per l'occasione anche uno dei suoi brani preferiti come Pregherò.

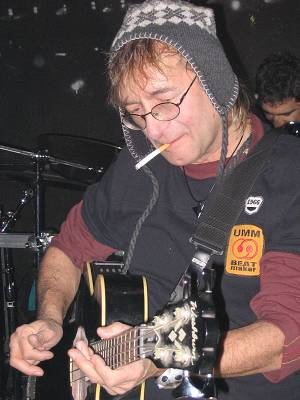
Golinelli in concerto

Tra il 1995 e il 1996 suona con Franco Battiato in occasione della tournée a sostegno del disco L'ombrello e la macchina da cucire.
Il 20 giugno 1998 è sempre con Vasco nel primo storico concerto tenuto dal rocker nella sua Imola presso l'Autodromo Enzo e Dino Ferrari in occasione della prima edizione dell'Heineken Jammin Festival.
Nel 2000 entra a far parte dei "Class" coi quali pubblicherà un album e girerà l'Italia per una lunga serie di concerti. Attualmente, oltre agli impegni con Rossi, partecipa come ospite a tributi come NSMGA Nonsiamomicagliamericani, La Combriccola di Vasco, i Vascombriccola, Diapasonband, Vizi e Virtù ed è tornato a calcare la scena con la Steve Rogers Band a fianco di Maurizio Solieri, Mimmo Camporeale, Beppe Leoncini, Andrea Innesto e Christian Bagnoli.
Nel 2004 prende parte anche al Tour invernale di Simone Tomassini, il giovane rocker lanciato proprio dallo stesso Vasco in quell'anno e con lui registra anche tutto l'album "Buon Viaggio" del 2005, da cui escono le hit "Fatto di cartone" , "Quando sei ragazzo" e "Dea".
Nel 2008 gli viene diagnosticato un tumore al fegato che gli impedisce di partecipare ad alcuni concerti. Si rimetterà del tutto dall'autunno 2009 in occasione del Tour Europe Indoor 2009/2010.
Nel 2010 registra le parti di basso per diversi brani nell'album Vivere o niente di Rossi.
Nel novembre 2012 è stato insignito del premio "Nati sotto l'orologio", premio alternativo all'allora Grifo d'Oro, ideato da Andrea Zucchini, consigliere comunale della città di Imola.
Nell'autunno del 2012 oltre a continuare la collaborazione con Vasco Rossi intraprende il progetto del Gallo Team con diverse date in tutta l'Italia.
Oltre a lui, la band è composta da Cristian Cicci Bagnoli, Fabrizio Foschini, collaboratore degli Stadio ed Adriano Molinari, batterista di Zucchero Fornaciari.
Con il Gallo Team ha all'attivo due singoli "Per Noi" uscito nella primavera 2013 e "Notte da Paura" uscito nei primi giorni del 2014. Dai due singoli sono stati estratti due video per la regia di Giovanni Scafoglio.

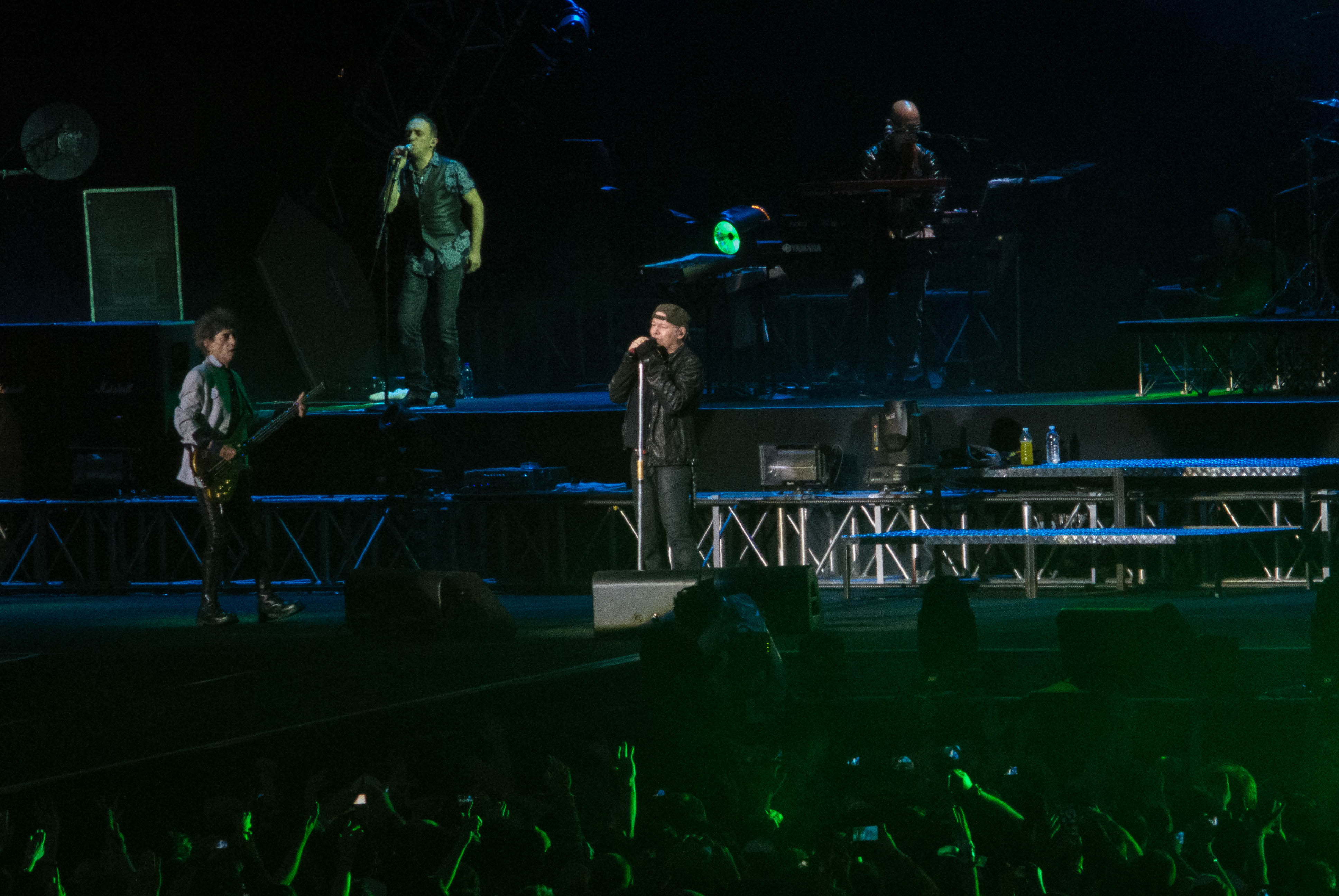
Golinelli (sulla sinistra) sul palco con Vasco Rossi durante il Tour 2013

Nell'estate 2016 va in tour con gli amici e colleghi Stef Burns e Will Hunt formando un power trio che ha girato per le piazze italiane suonando pezzi classic rock anni 70 o altri brani hard rock.
Il 1º luglio 2017 suona il basso a fianco di Vasco Rossi al concerto Modena Park 2017.
Durante le prove per il tour di Vasco Rossi a Lignano Sabbiadoro, il 22 maggio 2018, un malore lo costringe a saltare quasi totalmente il tour, tornando sul palco solamente per la data conclusiva allo stadio di Messina.
A partire dal VascoNonStop Live 2019 suona alternandosi sul palco con Andrea Torresani.
Nel settembre 2020 subisce un intervento per il trapianto del fegato presso il Policlinico Sant'Orsola di Bologna.

## Stile e strumentazione musicale
Celebre il suo Steinberger, ha suonato vari bassi come la Fender Precision Bass. Di stampo Lemmyniano, il suo stile è caratterizzato dall'uso costante del plettro, vero e proprio marchio di fabbrica che distingue il suo sound unico, suonando il basso come una chitarra. Fa uso frequente di bicordi, scala blues e pentatonica. Si cimenta con il contrabbasso, strumento che iniziò durante il conservatorio.
Ha un basso signature Legg Eclisse Golinelli Signature.

## Discografia

### Con gli Zebra Crossing
- 1978 - Zebra Crossing

### Con Gianna Nannini
- 1981 - G.N.
- 1982 - Latin Lover
- 1984 - Puzzle

### Con Vasco Rossi
- 1980 - Colpa d'Alfredo
- 1981 - Siamo solo noi
- 1982 - Vado al massimo
- 1983 - Bollicine
- 1985 - Cosa succede in città
- 1987 - C'è chi dice no
- 1989 - Liberi liberi
- 1993 - Gli spari sopra
- 2011 - Vivere o niente
- 2014 - Sono innocente
- 2016 - VascoNonStop

### Con la Steve Rogers Band
- 1986 - I duri non ballano
- 1988 - Alzati la gonna
- 1989 - Steve Rogers Band
- 1990 - Sono donne
- 1993 - The Best

### Con Massimo Bubola
- 1982 - Massimo Bubola
- 1989 - Vita, morte e miracoli

### Con Paola Turci
- 1995 - Una sgommata e via
- 1997 - Oltre le nuvole
- 2000 - Mi basta il paradiso

### Con Lighea
- 1995 - Lighea
- 2006 - Tania

### Con Syria
- 2000 - Come una goccia d'acqua
- 2002 - Le mie favole

### Con altri
- 1978 - Mario Capuano - Close encounters
- 1980 - Marzio Vincenzi - Smoke on the volcano
- 1982 - Ron - Guarda chi si vede
- 1982 - Tony Esposito - Tamburo
- 1984 - Ron - Super Ron
- 1985 - Andrea Mingardi - Eccitanti conflitti confusi
- 1985 - Dodi Battaglia - Più in alto che c'è
- 1988 - Roberto Ciotti - No More Blue
- 1989 - Aida Cooper - Aida
- 1990 - Clara & Black Cars - Chi ha paura di chi
- 1990 - Alberto Fortis - Carta del cielo
- 1991 - Stadio - Siamo tutti elefanti inventati
- 1991 - Fabrizio Gidiuli - Come una star
- 1992 - Roberto Ciotti - Marrakech Express - Turné
- 1993 - Gerardina Trovato - Gerardina Trovato
- 1994 - Biagio Antonacci - Biagio Antonacci
- 1995 - Roberto Vecchioni - Il cielo capovolto
- 1998 - Proce & Solieri - Radio Show
- 2000 - Biagio Antonacci - Tra le mie canzoni
- 2000 - Patty Pravo - Una donna da sognare
- 2000 - Massimo Riva - Comandante Space
- 2004 - Clara - Ten worlds
- 2018 - Emil Spada - Basterebbe un attimo
- 2022 - Ilaria Argiolas -  M'hanno chiamato Ilaria